# Pamandzi
Pamandzi és un municipi francès, situat a la col·lectivitat d'ultramar de Mayotte. El 2007 tenia 9.077 habitants. Es troba en una illa i hi ha l'aeroport internacional de Mayotte. També hi ha un centre de retenció administrativa per a immigrants.